# Black Clover: Quartet Knights
Black Clover: Quartet Knights (ブラッククローバー カルテットナイツ?, Burakku Kurōbā Karutetto Naitsu) (nato in origine come BC Project), è un videogioco sparatutto in terza persona fantasy basato sulla serie Black Clover pubblicato a metà settembre 2018. La storia del gioco viene adattata nel manga spin-off di Yumiya Tashiro, pubblicato da ottobre 2018 su Shonen Jump+.

## Panoramica
I giocatori controllano una squadra di quattro giocatori composta dai personaggi giocabili. Le squadre combattono testa-a-testa, e competono per completare un obiettivo. Ogni personaggio possiede un set di abilità uniche, e viene classificato in uno dei quattro tipi, ognuno con i suoi punti forti e deboli:
- Fighter (ファイター?, Faitā): l'attacco aggressivo di questo tipo lo rende adatto per potenti attacchi ravvicinati, siano essi magici o marziali. Sono gli unici che possono attaccare da vicino.
- Support (スポート?, Supōto): dona agli appartenenti la capacità di migliorare le prestazioni dei compagni, ma anche di sabotare l'altra squadra o usare magie difensive.
- Shooter (シューター?, Shūtā): questa tipologia è efficiente nella lunga distanza, e chi vi ricade utilizza la magia con una varietà di diverse capacità offensive.
- Healer (ヒーラー?, Hīrā): vi ricadono coloro che sono specializzati nelle magie curative, che li rende anche in grado di riportare in vita i loro alleati.
- Vi è anche un'altra categoria chiamata Magic Emperor/Wizard King (魔法帝?, Mahōtei), ruolo unico per Julius Novachrono.

## Personaggi giocabili
- Asta (Fighter)
- Yuno (Shooter)
- Noelle Silva (Support)
- Mimosa Vermillion (Healer)
- Gauche Adlai (Shooter)
- Magna Swing (Shooter)A
- Luck Voltia (Shooter)A
- Yami Sukehiro (Fighter)
- Yami da giovane (Fighter)A
- Vanessa Enoteca (Support)
- Charmy Pappitson (Healer)
- Klaus Lunettes (Support)
- Mars (Healer)
- Fana (Healer)
- Vetto (Fighter)
- Licht (Shooter)
- Karna Freese (Support)
- Charlotte Roselei (Support)A
- Julius Novachrono (Magic Emperor)A
- Mereoleona Vermillion (Fighter)A

Personaggi disponibili come DLC

## Modalità di gioco
- Zone Control: in una sorta di Re della Collina, due squadre di quattro giocatori si contendono il controllo di un'area. Una volta raggiunta, la barra di controllo si riempie, e lo fa più in fretta quanti più membri della squadra si trovano nell'anello.
- Treasure Hunt: due squadre di quattro giocatori cercano una chiave per aprire un forziere. Un giocatore ottiene un punto quando ottiene una chiave, ne elimina il possessore o difende il forziere, e ne ottiene 2 quando riesce ad aprirlo. Vince la prima squadra che raggiunge 5 punti.
- Crystal Carry: due squadre di quattro giocatori si contengono il controllo di un'area. Una volta riempita la barra di controllo della zona, apparirà un cristallo, che i giocatori dovranno portare a destinazione prima che il tempo scada. Se la squadra riesce nel suo intento, vince la partita, altrimenti il cristallo torna al suo posto e l'altra squadra può portarlo a destinazione per vincere la partita.
- Sfida: ogni personaggio possiede una serie di sfide, ognuna per le proprie abilità. Ogni sfida completata contribuisce allo sblocco di nuovi titoli.
- Storia: nella nuova storia originale del gioco, Karna Freese cerca vendetta contro il cosiddetto Clover Kingdom e corrompe vari cavalieri del Regno. La storia si divide in vari capitoli, di cui 10 dalla prospettiva di Asta e 8 da quella di Yami. Completando la Storia, si sbloccheranno i personaggi giocabili Young Yami e Karna, e 2 capitoli extra che hanno Charmy e Gauche come protagonisti.
- Addestramento: il giocatore può imparare a giocare o allenarsi nelle modalità Zone Control, Trasure Hunt e Crystal Carry.
- Alliance Battle: i giocatori si competono in 3 set di 3 battaglie. La squadra vincitrice ottiene vari tipi di ricompense o premi di consolazione, come filmati, titoli, nuovi audio e pose per alcuni personaggi.
- Galleria: consente di posizionare e mettere in posa i personaggi del gioco nei vari sfondi, con tanto di effetti visivi.

## Contenuti scaricabili
Vari sono i contenuti scaricabili disponibili:
- Black Asta (ブラックアスタ?, Burakku Asuta) e Golden Dawn Yuno, rispettivamente nuove skin per Asta e Yuno, sono disponibili per chi ha preordinato il gioco.
- Il Summer Costume Set (夏のコスチュームセット?, Natsu no Kosuchūmu Setto), uscito il 13 settembre, contiene costumi alternativi per Yami, Noelle, Mimosa, Vanessa e Charmy[4].
- Un primo pacchetto DLC, uscito il 6 novembre, include il personaggio Charlotte Roselei e un costume kimono (着物衣装?, Kimono Ishō) per Yami.
- Il secondo pacchetto, uscito il 29 gennaio 2019, include il personaggio Julius Novachrono e il costume Sea Goddess (海神の女神衣装?, Kaijin no Megami Ishō) per Noelle[5].
- Il terzo, uscito il 26 aprile, include il personaggio Mereoleona Vermillion e un costume Imperatore Magico Speciale (特製魔法帝衣装?, Tokusei Mahōtei Ishō) per Asta[6]. Mereoleona è stata la vincitrice di un sondaggio per i fan[7], superando personaggi come Finral, William, Fuegoleon, Leopold, Nozel, Sally, Jack, Lily, Rill, Grey e Ladros.